# Colonia di Malta
La Colonia dell'Isola di Malta e sue Dipendenze (in inglese: Crown Colony of the Island of Malta and its Dependencies, in maltese: Kolonja tal-Gżira ta' Malta u l-Gżejjer li jagħmlu Magħha) fu una colonia della corona britannica, corrispondente all'attuale Repubblica di Malta, esistita tra il 1813 e il 1964.

## Storia
Il dominio dei Cavalieri Ospitalieri su Malta ebbe termine con le guerre napoleoniche e la breve occupazione francese del 1798. 
Gli occupanti francesi erano impopolari, soprattutto per la loro avversione alla religione cattolica, e i maltesi si ribellarono, costringendo i francesi a ritirarsi ben presto nelle loro fortificazioni; la Gran Bretagna e il Regno di Sicilia mandarono quindi munizioni e aiuti ai ribelli, che avevano liberato Gozo, che restò al Regno siciliano fino al 1801.
La Royal Navy istituì l'embargo dell'isola, facendo sì che nel 1800 i francesi si arrendessero. Malta divenne così un protettorato inglese, nonostante le rimostranze dei Borbone, che rivendicarono la sovranità sull'isola.
Nel 1814 Malta divenne ufficialmente parte dell'Impero britannico e venne utilizzata come base di scambio e come quartier generale per la flotta, soprattutto per via della sua posizione geografica a metà strada tra Gibilterra e l'istmo di Suez sulla rotta per le Indie orientali.
A Malta si sviluppò agli inizi del Novecento un forte irredentismo in favore dell'unione dell'isola al Regno d'Italia, che si intensificò nel 1919, quando le truppe britanniche spararono su un corteo di cittadini che manifestavano contro nuove tasse. L'avvenimento, noto come Sette giugno (in italiano), è commemorato ogni anno come festa nazionale. Il sentimento filo-italiano fu ostacolato dagli inglesi, specialmente durante il periodo del fascismo in Italia, ma anche e soprattutto nel secondo dopoguerra. Nel 1930, per via della vicinanza culturale e geografica all'Italia, la Mediterranean Fleet britannica venne spostata ad Alessandria d'Egitto.
Dal 1934, poco prima che sanzioni economiche venissero promosse dal Regno Unito nei confronti dell'Italia (fine 1935), l'italiano non fu più la lingua ufficiale dello Stato, fatto quest'ultimo che comportò un processo di de-italianizzazione da parte degli inglesi nell'intero arcipelago maltese e che culminò, durante la seconda guerra mondiale, con l'esecuzione dell'irredentista Carmelo Borg Pisani da parte dei militari britannici.
Malta giocò un ruolo importante durante la seconda guerra mondiale per via della sua vicinanza all'Asse; grazie al coraggio dei suoi abitanti, Malta venne insignita della Croce di re Giorgio VI, sovrano del Regno Unito, ora visibile sulla bandiera maltese.
Dopo la guerra, seguita da un breve periodo di instabilità politica, Malta ottenne l'indipendenza dal Regno Unito il 21 settembre 1964, divenendo membro del Commonwealth col nome di Stato di Malta. Nella costituzione mantenne il monarca britannico come proprio capo dello Stato, con il titolo di Regina di Malta (Reġina ta' Malta), con un governatore generale che deteneva il potere esecutivo.
Il 13 dicembre 1974 Malta divenne una repubblica, con il Presidente a capo dello Stato.
Il 31 marzo 1979 ebbe termine anche l'accordo di difesa militare (rinnovato l'ultima volta nel 1972) tra la neonata repubblica e il Regno Unito.